# 박해나
박해나(1987년 7월 15일 ~ )는 대한민국의 레이싱 모델이다.

## 경력
- 2014년 서울오토살롱 레이싱모델